# Brás Cardoso
Brás Cardoso (Mesão Frio]) foi o sogro do fundador de Mogi das Cruzes Gaspar Vaz Guedes. Brás Cardoso casou com  Francisca da Costa natural de São Paulo no ano de 1580.

## História
Gaspar Vaz deu o início ao povoado, que foi elevado à categoria de vila em 17 de agosto de 1611, com o nome de "Vila de Sant'Ana de Moji-Mirim", antes chamada de Sant'Ana das Cruzes de (M'Boigi) ou Boigi Mirim
Seu filho Gaspar Vaz Cardoso, obteve uma sesmaria e fundou o aldeamento da Escada, para onde foram levados índios já catequizados onde hoje e o município de Guararema
O Convento do Carmo com licença para a fundação em 3 de março de 1629 pelo capitão-geral Diogo Luís de Oliveira em nome de sua Majestade. As terras foram doadas por José Preto e sua esposa Catarina Dias, filha de Gaspar Vaz Guedes e neta de Brás Cardoso, pelo então vigário de Mogi, padre Gaspar.
José Preto faleceu em 1653 na cidade de Mogi das Cruzes.
Silva Leme descreve sua família no volume VIII - página 537 capítulo 2.º  (Título Vaz Guedes)  da sua «Genealogia Paulistana».